# Enrique Granados (zeneszerző)
Enrique Granados i Campiña (Lleida, 1867. július 27. – La Manche csatorna, 1916. március 24.) spanyol zeneszerző, zongoraművész, Felipe Pedrell, Isaac Albéniz és Manuel de Falla mellett az új spanyol zene jelentős képviselője. Zenei tevékenységén túl kiváló festő is volt.

## Élete, munkássága
A spanyolországi Lleidában született Calixto Granados katonatiszt és Enriqueta Campiña gyermekeként. Először Barcelonában tanult zongorázni, többek között Francisco Jurnet és Joan Baptista Pujol voltak a tanárai. 1887-ben Párizsba utazott, hogy ott folytassa a tanulmányait. A konzervatóriumba ugyan nem került be, de az intézmény jeles professzorától, Charles-Wilfrid de Bériot-tól (akinek az édesanyja a híres szoprán, a spanyol származású Maria Malibran volt) magánórákat vett. Bériot különösen igényes volt a hangképzés és a pedáltechnika tekintetében, de elősegítette Granados improvizációkészségének kialakulását is. Ugyanilyen fontosak volt a Felipe Pedrellnél töltött tanulmányai is. 1889-ben tért vissza Barcelonába, és jóbarátja, a zongorista Ricardo Viñes konzervatóriumát vezette. Első sikereit az 1890-es évek végén itt aratta a Maria del Carmen című zarzuelával (vagy operával), ami még XIII. Alfonz spanyol király figyelmét is felkeltette.
1911-ben mutatta be Goyescas című zongoraszvitjét, ami egyik leghíresebb műve lett. A szvit egy hat darabból álló sorozat, amelyet Francisco Goya művei ihlettek. A siker arra ösztönözte, hogy a témát tovább bontsa. Így született a Fernando Periquet szövegére 1914-ben írt azonos című operája, de az első világháború kitörése meggátolta annak  európai premierjét. A művet ezért New Yorkban mutatta be 1916. január 28-án, ahol az opera kedvező fogadtatásban részesült. Röviddel ezután  meghívást kapott egy Woodrow Wilson elnök előtt tartandó zongorakoncertre. New Yorkból való távozása előtt a Lipari Társaság „Duo-Art” rendszerével felvételeket készítettek a játékáról. Ezek a Granados játékáról készült egyetlen hangfelvételek.
A hangfelvételek okozta későbbi indulás miatt nem tudott közvetlenül Spanyolországba utazni, csak Anglián és Franciaországon keresztül tudott hazatérni. A Sussexnevű, a franciaországi Dieppe városba induló kompot azonban egy német tengeralattjáró megtorpedózta a La Manche csatornán. Hogy megmentse vízbe került feleségét (Amparo Gal, 1892-ben házasodtak össze), utánaugrott a mentőcsónakból, és ő is a vízbe veszett. Hat gyermekük maradt árván: Eduard (zenész), Solita, Enric (úszóbajnok), Víctor, Natàlia és Francesco.

## Zenéje
Granados a zenei nacionalizmus képviselője, stílusa a spanyol folklorisztikus alapból indult, zenéjére a spanyol népies-romantikus dallamok alkalmazása jellemző. Pedrellen kívül hatással volt rá Chopin, Liszt és Grieg, de később a modern francia szerzők eredményeit is figyelembe vette komponáláskor. Szerzeményei között vannak zongoradarabok, kamarazenei művek, dalok, zarzuelák, szimfonikus költemény stb. Művei egy részét átdolgozták klasszikus gitárra is (Dedicatoria, Danza No.5, Goyescas). Maga Granados is hatással volt spanyol-katalán szerzőkre, például Manuel de Fallára és Pablo Casalsra. Neves tanítványa Rosa García Ascot zeneszerző és zongorista, a spanyol Nyolcak csoportjának egyetlen női tagja.

## Műveiből
- 12 danzas españolas (1890), zongoradarabok négy kötetben:
  1. Galante vagy Minueto, Orientale, Fandango vagy Zarabanda
  2. Villanesca, Andaluza vagy Playera, Rondalla aragonesa vagy Jota
  3. Valenciana, Sardana vagy Asturiana, Romántica vagy Mazurca
  4. Melancólica vagy Danza Triste, Zambra, Arabesca.
- María del Carmen (1898), opera
- Allegro de concierto (1903)
- Follet (1903), opera
- Escenas románticas (1903), zongorára
- Dante (1908), szimfonikus költemény
- Tonadillas al estilo antiguo (1910), dalok énekhangra és zongorára Fernando Periquet költeményére (Amor y odio, Callejeo, El majo discreto, El majo olvidado, El majo tímido, El mirar de la maja, El tra-la-la y el punteado, La maja de Goya, La maja dolorosa I (Oh muerte cruel!), II (Ay majo de mi vida!), y III (De aquel majo amante), La currutacas modestas (duett)
- Canciones españolas dalok énekhangra és zongorára (Yo no tengo quien me llore, Cantar I, Por una mirada, un mundo, Si al retiro me llavas…, Canción, Serenata, Canto gitano)
- Cançons catalanas, dalok énekhangra és zongorára (L'ocell profeta, Elegia eterna, Cançó de Gener, Cançó d'amor, Cançoneta, La boira)
- Goyescas („Los majos enamorados”) (1911), zongoraszvit. Hat darabból áll, két kötetbe foglalva:
  1. Los requiebros, Coloquio en la reja, El fandango de candil, Quejas ó La maja y el ruiseñor
  2. El amor y la muerte, Epilogo (Serenata del espectro).
- Bocetos (1912) (Despertar del cazador, El hada y el niño, Vals muy lento, La campana de la tarde)
- Colección de canciones amatorias (1915), dalok énekhangra és zongorára (Descúbrase el pensamiento de mi secreto cuidado, Mañanica era, Llorad, corazón, que tenéis razón 'Lloraba la niña', Mira que soy niña, Iban al pinar 'Serranas de Cuenca', Gracia mía)
- Goyescas, 1916, opera
- 6 Estudios expresivos
- 6 Piezas sobre cantos populares españoles (Añoranza, Ecos de la parranda, Vascongada, Marcha oriental, Zambra, Zapateado)
- Madrigal, csellóra és zongorára
- 7 Valses Poéticos, zongorára
- Trio, zongorára, hegedűre és csellóra

## Hangfelvételek
Spanyol tánc, Op.37. Előadja: William Riley

## Kották
- Granados, Enrique. International Music Score Library Project. (Hozzáférés: 2019. május 17.)

## Fordítás
- Ez a szócikk részben vagy egészben  az   Enrique Granados című angol Wikipédia-szócikk ezen változatának fordításán alapul.  Az eredeti cikk szerkesztőit annak laptörténete sorolja fel. Ez a jelzés csupán a megfogalmazás eredetét és a szerzői jogokat jelzi, nem szolgál a cikkben szereplő információk forrásmegjelöléseként.